# Ash (Film)
Ash ist ein Science-Fiction-Thriller  von Flying Lotus. Der Film mit Eiza González in der Hauptrolle, dem Regisseur und Aaron Paul in weiteren Rollen, feierte im März 2025 beim South by Southwest Film Festival seine Premiere und kam im gleichen Monat in die US-Kinos. Ende April 2025 wurde er in das Programm von Prime Video aufgenommen.

## Handlung
Riya Ortis erwacht auf dem geheimnisvollen Planeten Ash. Ihre Raumstation ist auf diesem abgestürzt, und die anderen Besatzungsmitglieder wurden brutal ermordet. Sie hat keine Ahnung, wer sie ist oder wie sie hierhergekommen ist. Ihre Umgebung ist in rotes Licht getaucht, und Warnmeldungen blinken auf Computerbildschirmen. 
Riya versucht herauszufinden, was genau mit der Raumstation, ihren Crewmitgliedern und ihren Erinnerungen passiert ist. Wenn sie aufwacht, hat sie von schrecklichen Dingen geträumt, ohne zu wissen, ob diese wirklich passiert sind. Es scheint ihr, als sei sie selbst Schuld am Tod der anderen. Als ein Mann namens Brion eintrifft, angeblich zur Rettung von einer Raumstation gekommen, wissen sie beide nicht, ob sie sich gegenseitig vertrauen können. Ihm zu vertrauen, erscheint ihr jedoch die einzige Möglichkeit, auf diesem Planeten zu überleben, denn ihr Sauerstoff ist knapp.

## Produktion

### Regie und Drehbuch
Regie führte der Grammy-Preisträger Flying Lotus. Der Rapper und Musikvideoregisseur hatte 2017 mit Kuso sein Spielfilmdebüt gegeben. Wie bei diesem Film steuerte der Regisseur, der als Produzent von experimenteller elektronischer Musik und Hip-Hop bekannt ist, auch für seinen neusten Film die Musik bei. Das Drehbuch für Ash schrieb Jonni Remmler. Der Schweizer ist auch als Schauspieler tätig, schrieb aber bereits Drehbücher für Folgen der Kriminalfilmreihe Das Quartett.

### Besetzung, Dreharbeiten und Filmmusik

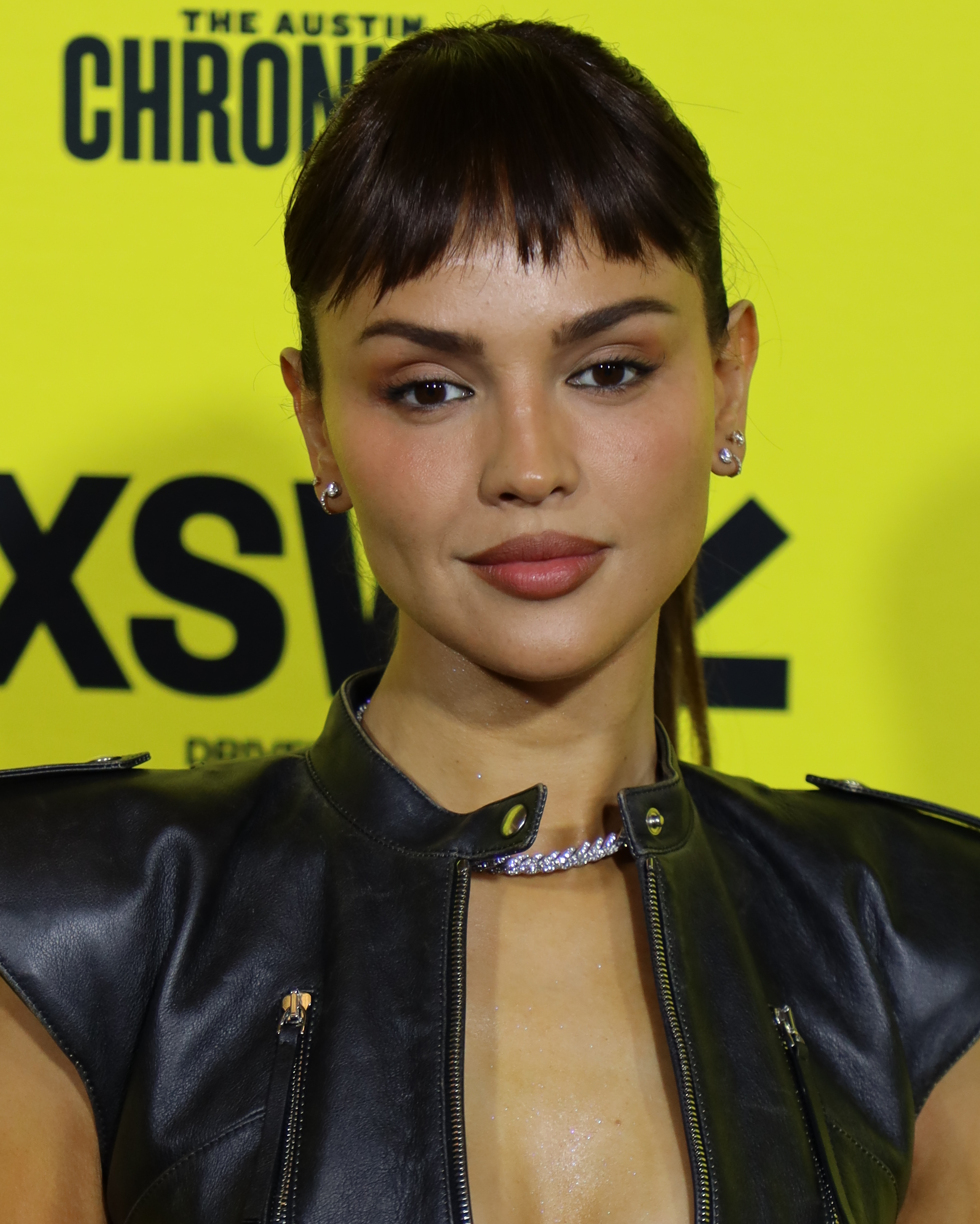
Eiza González spielt Riya

Die Mexikanerin Eiza González spielt in der Hauptrolle die Astronautin Riya Ortis. Sie war zuletzt in der Fernsehserie La Máquina und in der Spionagekomödie The Ministry of Ungentlemanly Warfare von Guy Ritchie in Hauptrollen zu sehen. Der US-Amerikaner Aaron Paul spielt Brion. Der Regisseur selbst spielt Davis. Weiter auf der Besetzungsliste finden sich der indonesische Schauspieler, Stuntman und Martial-Arts-Kämpfer Iko Uwais, die Neuseeländerin Kate Elliott und ihr Landsmann Beulah Koale und der für seine Arbeit in Filmen wie Avatar: The Way of Water und Der Herr der Ringe: Die Ringe der Macht bekannte Stuntman Andrew B. Miller.
Kameramann Richard Bluck war in der Vergangenheit für Filme wie Black Sheep und Ice – Der Tag, an dem die Welt erfriert tätig.
Mit Oxygene veröffentlichte Milan Records kurz vor der Premiere das erste von Flying Lotus geschriebene Musikstück des Films.  Das komplette Soundtrack-Album mit insgesamt 27 Musikstücken erschien am 19. März 2025 als Download.

### Synchronisation
Die deutsche Synchronisation entstand nach einem Dialogbuch und der Dialogregie von Michael Nowka im Auftrag der EVA Studios Germany GmbH in Berlin. Cornelia Waibel übernahm in der deutschen Fassung die automatisierte Stimme und Julia Strowski die Roboter-Stimme.
| Darsteller    | Synchronsprecher | Rolle  |
| ------------- | ---------------- | ------ |
| Aaron Paul    | Marcel Collé     | Brion  |
| Eiza González | Maria Koschny    | Riya   |
| Iko Uwais     | Dennis Herrmann  | Adhi   |
| Kate Elliott  | Magdalena Helmig | Clarke |
| Flying Lotus  | Julien Haggège   | Davis  |
| Beulah Koale  | Amadeus Strobl   | Kevin  |

### Marketing und Veröffentlichung
Der erste Trailer wurde Ende Oktober 2024 vorgestellt. Die Premiere des Films fand am 11. März 2025 beim South by Southwest Film Festival statt. Am 21. März 2025 kam Ash in die US-Kinos. Anfang April 2025 wird Ash beim Overlook Film Festival gezeigt. Am 24. April 2025 wurde er in das Programm von Prime Video aufgenommen.

## Rezeption
In den USA erhielt der Film ein R-Rating, was einer Freigabe ab 17 Jahren entspricht. In Deutschland wurde der Film von der FSK ab 16 Jahren freigegeben.
Von den bei Rotten Tomatoes aufgeführten Kritiken sind 74 Prozent positiv bei einer durchschnittlichen Bewertung mit 6 von 10 möglichen Punkten. Bei Metacritic erhielt der Film einen Metascore von 63 von 100 möglichen Punkten.

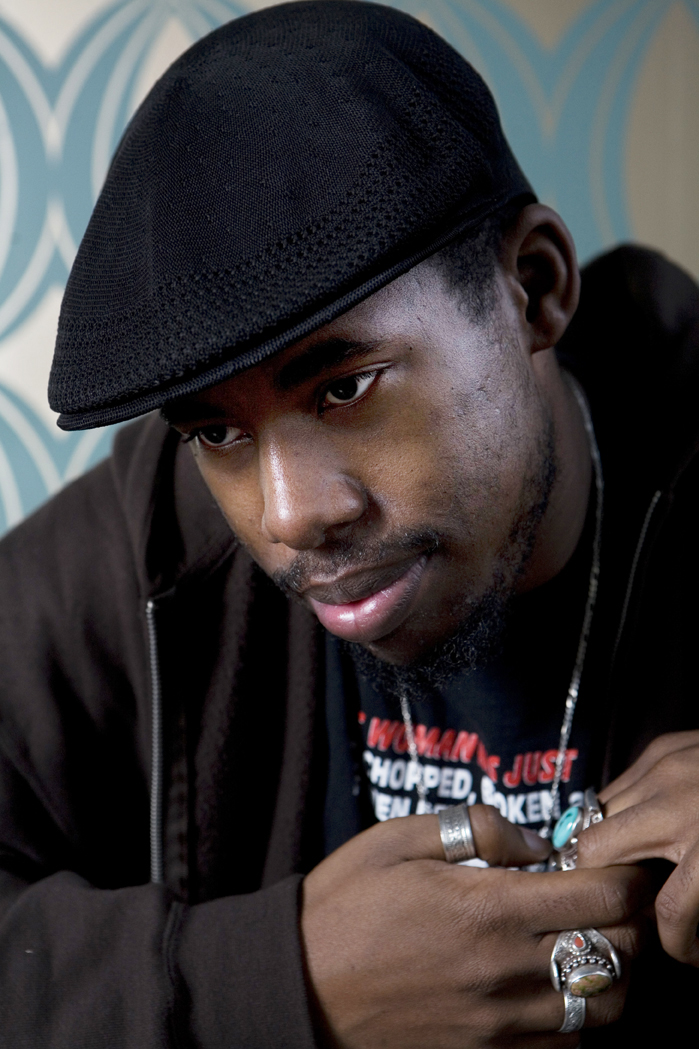
Regisseur Flying Lotus

Nicolás Delgadillo schreibt in seiner Kritik für discussingfilm.net, Flying Lotus habe in Rückgriff auf seinen Hintergrund in Musik und visueller Experimentierfreude Ash als Symphonie aus Licht und Ton gestaltet, wobei Farbe, Sounddesign und Schnitt für die Erzählung ebenso entscheidend seien wie Dialoge oder Handlung. Mit Anklängen an Ridley Scotts Alien von 1979, Paul W. S. Andersons Event Horizon von 1997 und der Videospielreihe Dead Space schwelge Ash in der Spannung des Unbekannten und halte sowohl seine Protagonistin als auch sein Publikum desorientiert. Die Farbgestaltung verwandele den Film in etwas Hypnotisches, wobei unterschiedliche Farbtöne die wechselnden Realitäten widerspiegelten. Der titelgebende Planet selbst, eine karge, sturmgepeitschte Einöde, in der Blitze durch den mit psychedelischen Wirbeln bemalten Himmel schneiden und giftige Vulkanasche unaufhörlich herabregnet wie die Überreste einer fernen Apokalypse, sei ein Meisterwerk der Gestaltung und biete eine Kulisse, die bedrückend und außerweltlich wirke. Die alptraumhafte Atmosphäre des Planeten werde durch die Filmmusik von Flying Lotus noch verstärkt. Das Szenenbild verwende zwar altbekannte Science-Fiction-Elemente wie Raumanzüge und Operationsroboter, doch dies mit einem frischen und originellen Dreh. Wenn der Horror voll einsetzt, tue er dies mit unerbittlicher Wucht, und die Rückblenden auf das Massaker an der Crew würden einen wie Schläge in die Magengrube treffen. Riya sei eine komplexe Protagonistin, und Hauptdarstellerin Eiza González spiele diese authentisch und mit emotionaler Tiefe und habe unter Beweis gestellt, dass sie allein mit ihrer Präsenz einen ganzen Film tragen kann. So sei Ash die Art von Science-Fiction-Horrorfilm, der einen noch lange nach dem Abspann nicht mehr loslässt.